# Théorème de Runge
En mathématiques, le théorème d'approximation de Runge est un résultat clé dans le domaine de l'analyse complexe, dû au mathématicien allemand Carl Runge. Il permet d'approximer une fonction holomorphe par des fonctions rationnelles, uniformément sur un compact. Il joue dans ce domaine un rôle un peu analogue à celui joué par le théorème de Stone-Weierstrass en analyse réelle.

## Énoncé
Soit f une fonction holomorphe sur un ouvert Ω de ℂ et K un compact inclus dans Ω.
On se donne aussi une partie S de ℂ dont on suppose qu'elle rencontre toute composante connexe bornée de ℂ\K.
Alors f est limite uniforme sur K de fonctions rationnelles dont les pôles sont dans S.
La preuve donnée usuellement étant non constructive, ce théorème ne fournit pas de méthode explicite pour approcher une fonction holomorphe par des fonctions plus simples (rationnelles). Une partie de son intérêt provient du fait que le choix de l'ensemble S dans lequel les pôles seront contenus est libre ; on peut donc contrôler leur position.

## Corollaire
Lorsque ℂ\K est connexe, sa seule composante connexe est non bornée car K est compact, et on peut donc appliquer le théorème en prenant pour S l'ensemble vide. Par conséquent, on a le corollaire suivant.
Si ℂ\K est connexe, alors f est limite uniforme sur K de fonctions polynomiales.
Il existe un résultat un peu plus précis en ce qui concerne l'approximation polynomiale de fonctions holomorphes, connu sous le nom de théorème de Mergelyan.